# Kościół w Dalhem
Kościół w Dalhem – świątynia należąca do diecezji Visby Kościoła Szwecji. Znajduje się w środkowej części Gotlandii.

## Architektura
Pierwszą świątynią stojącą w tym miejscu był niezachowany do dziś kościół klepkowy. Następnie wzniesiono na jego miejscu mały kamienny kościółek. Prawdopodobnie był on w stylu romańskim, składał się jedynie z prezbiterium i absydy. Najstarszymi częściami obecnie stojącej świątyni, pochodzącymi z XIII wieku, są prezbiterium i nawa główna. Wieża, główny portal i duże okno w fasadzie zachodniej dodano w XIV wieku. Budowę świątyni prowadzili cystersi z pobliskiego opactwa w Romie.
W 1899 roku rozpoczęto generalny remont kościoła, który w dużym stopniu go przekształcił. Przeprowadził go architekt Axel Haig, który na ten cel wytrwale zbierał datki również za granicą. Prace trwały 15 lat, do 1914 roku. Kościół został w tym czasie gruntownie przebudowany zarówno zewnętrznie, jak i wewnętrznie. Starano się nadać mu jeszcze bardziej średniowieczny wygląd. Skutki owej przebudowy sprawiły, że w rezultacie kościół nazwano „narodowym sanktuarium Gotlandii”. Patrząc z aktualnego punktu widzenia, określa się ten remont bardziej jako surową i luźną rekonstrukcję średniowiecza.
Świątynia składa się z trzech odrębnych części: wieży, nawy i prezbiterium. Wieża osiąga wysokość ponad 50 m, ozdobiona jest galeriami, w których widać wpływy sztuki z doliny Renu; zwieńczona jest iglicą zwaną hełmem nadreńskim. Portal główny od południa zdobią kamienne rzeźby z XIV wieku z motywami nietypowymi dla Gotlandii. W północną ścianę wmurowano płytę nagrobną pochodzącą z wcześniejszego kościoła. Kościół był z zewnątrz pobielony, jednak w czasie owej 15-letniej renowacji odsłonięto wapień.

## Wnętrze

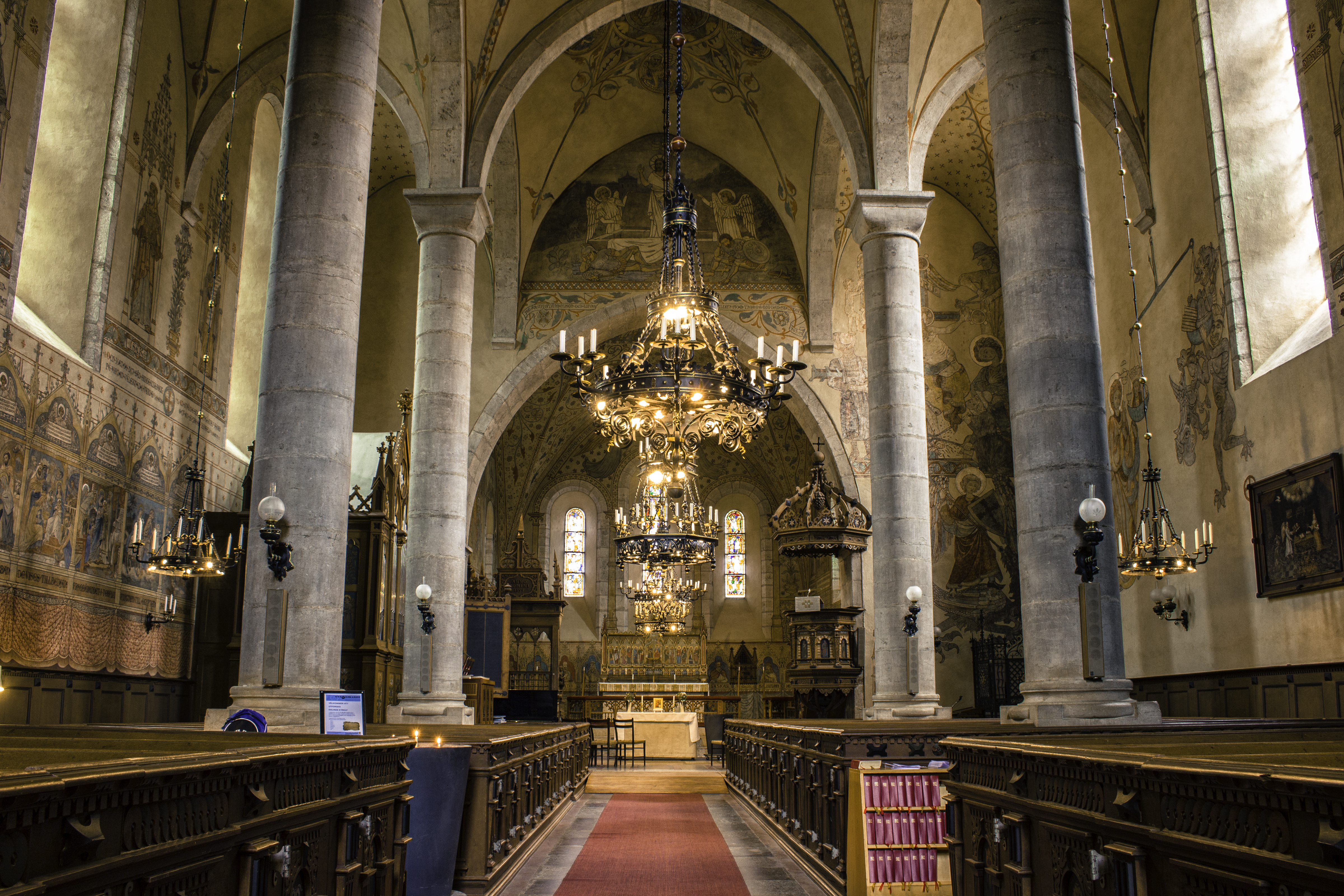
Wnętrze

Wnętrze świątyni zostało całkowicie zdominowane poprzez remont z przełomu XIX i XX wieku. Zobaczyć tu można najstarsze na Gotlandii zachowane witraże wykonane przez niemieckiego rzemieślnika. Zachowało się także kilka średniowiecznych malowideł ściennych przedstawiających m.in. ukrzyżowanie Chrystusa czy św. Michała Archanioła. Większość ścian jest jednak zdominowana przez liczne malowidła wykonane przez Haiga podczas renowacji. We wnętrzu znajdują się: krzyż procesyjny z XIV wieku, chrzcielnica z XII wieku oraz dębowa ambona z 1637 roku. Organy zbudowała firma Åkerman & Lund w 1875 roku. Poza tymi elementami prawie całe wyposażenie kościoła pochodzi z czasów „wielkiego remontu”.
Drobny remont świątyni przeprowadzono jeszcze w 1969 roku, jednak zdecydowano wówczas o pozostawieniu kościoła w takim stanie, w jakim znalazł się po „wielkim remoncie” z początku wieku.